# استیو آئوکی
استیو آئوکی (انگلیسی: Steve Aoki؛ زادهٔ ۳۰ نوامبر ۱۹۷۷) یک موسیقی‌دان اهل ایالات متحده آمریکا است.